# Svišť horský
Svišť horský, též svišť alpský (Marmota marmota) je druh hlodavce obývající hornaté oblasti střední a jižní Evropy. Žije mezi 800 až 3200 m n. m. v Alpách, Tatrách, Pyrenejích a Monte Baldo v Itálii. V Pyrenejích, kde vymřel již v období čtvrtohor, byl úspěšně reintrodukován v roce 1948. Nyní jich existuje 50 000.

## Alternativní názvy
- svišť horní
- svišť vrchovský

## Popis
Svišť horský je se svou délkou 42–84 cm (mimo ocasu, který je dlouhý zhruba 13–16 cm) a s hmotností mezi 4 až 8 kg největším zástupcem čeledi veverkovitých (Sciurudae). Zadní tlapka měří 8-9,5 cm, boltec 2,5–3,5 cm. Má krátkou a širokou hlavu, končetiny s velmi ostrými drápy a velice hustou srstí, která je na hřbetě šedohnědá nebo žlutohnědá, na bocích a břiše světlejší a na obličeji kolem očí a na temeni hnědočerná.

## Způsob života

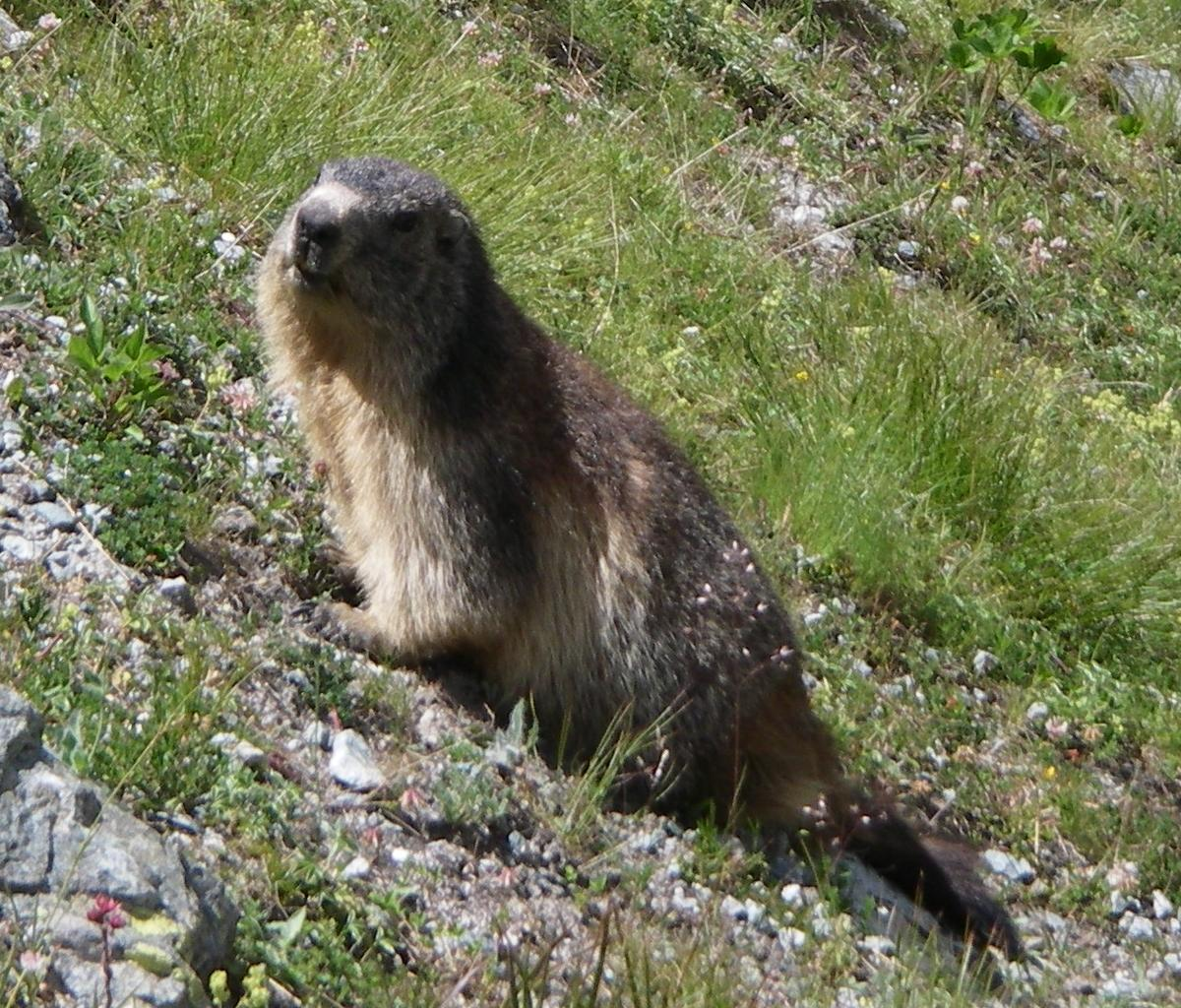
Svišť horský v Massif des Écrins, Francie.

Žije v norách, které vyhrabává pomocí svých končetin se silnými drápy, které fungují podobně jako rýč. Poměrně hravě si dokáže poradit i s velkým kamenem, který dokáže odstranit pomocí svých pevných zubů. Nory jsou pro sviště velice důležité, jelikož se v nich ukrývá před nepřáteli, sluncem, ale vychovává v ní také svá mláďata. Konec své nory svišť obvykle vystele senem nebo trávou. Výjimkou nejsou ani tunely, které svišť využívá jako místo na toaletu. Jednu noru obývá obvykle jedna rodina, ale postupem času bývá nastávajícími generacemi stále zvětšována a to do té míry, že vznikne obrovský komplex propletených chodeb a komor. Svišti horští žijí většinou ve skupinách, tvořených obvykle 5-15 členy, pod vedením dominantního páru. Staří samci jsou samotáři. Pokud vylézají za potravou, často se staví na zadní končetiny a vyhlížejí možné nebezpečí ze strany predátorů. Pokud predátora spatří, vydají výstražné pištění a rázem zmizí všichni členové skupiny ve svých norách. Vetřelce, který vstoupí na jejich teritorium, které si značkují pomocí pachů, upozorňují nejprve tlukotem ocasu do země, cvakáním zubů a prskáním.

### Potrava
Svišť horský se živí téměř všemi dostupnými rostlinami, semeny, také hmyzem, pavouky, larvami. Preferují mladé rostlinky, které si při konzumaci drží v předních končetinách, a stojí na zadních. Za potravou se vydávají převážně ráno a pozdě odpoledne, kdy není takové teplo. Pokud je počasí vhodné, dokáží zkonzumovat neuvěřitelné množství potravy a nashromáždit co nejvíce podkožního tuku, který jim umožňuje přečkat dlouhé hibernační období.

### Rozmnožování

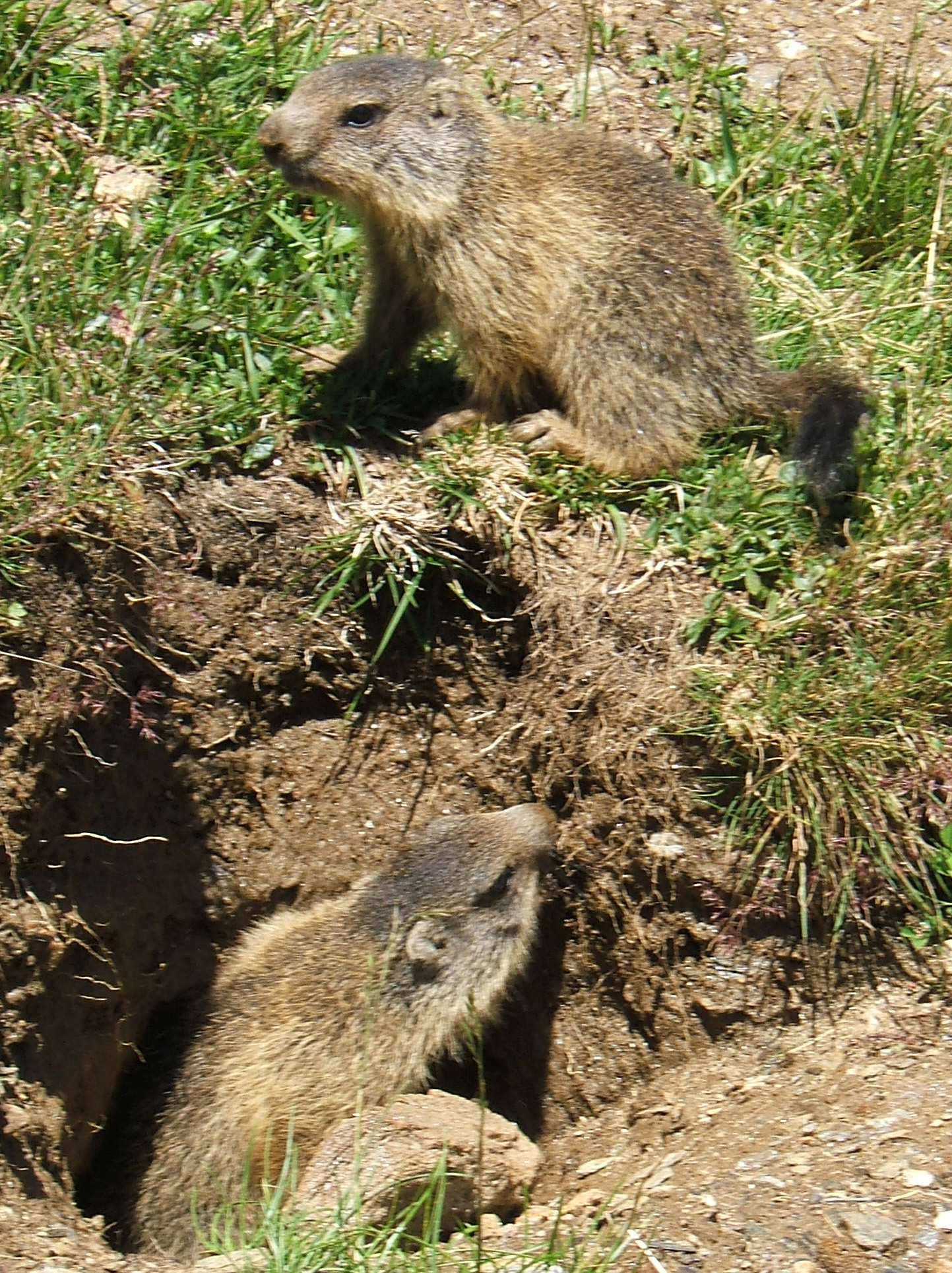
Odrostlejší mláďata

Svišti horští se páří na jaře, až po hibernaci, což umožňuje mláďatům vyšší možnost přežití tím, že se vyhnou zimnímu období. Pohlavní dospělosti dosahují svišti horští ve věku dvou let. Samice konec své nory důkladně vystele nejčastěji trávou a jednou za rok po 33-34 dnech březosti do ní rodí mláďata.
V jedné snůšce bývá kolem jednoho až sedmi mláďat, nejčastěji tři. Všechna mláďata se rodí slepá, ale již téměř osrstěna; kožešina jim začne tmavnout po několika dnech života. Samice mláďata opouští zhruba po dosažení věkové hranice čtyřiceti dnů, kdy už jsou mláďata plně osrstěna a připravena k životu často v krutých podmínkách. Kožešina získá barvu dospělého jedince koncem léta a ve dvou letech života jsou stejně velcí jako dospělci. V zajetí se může svišť horský dožít i 15-18 let, v přírodě max. 15 let.

### Hibernace
Ke konci léta začnou svišti horští aktivně sbírat části rostlin, trávu a seno, které nosí do své nory, kde následně slouží jako měkká podestýlka vhodná k zimnímu spánku neboli hibernaci. Ta začíná zhruba kolem října. Spolu s příchodem zimy vchody do svých nor zatěsní a celá rodina se velice těsně nachoulí k sobě a upadne do hibernace, stavu, kdy se jejich srdeční funkce sníží na méně jak čtvrtinu a za minutu se svišť nadechne pouze jednou, maximálně třikrát. V tomto procesu je velice důležitý podkožní tuk, který si svišti celý rok nashromáždili. Jejich tělesná teplota klesne téměř stejně, jako teplota vzduchu, ačkoli pokud teplota klesne pod bod mrazu, jejich srdeční frekvence i dýchání se zrychlí. Často se stává, že mnoho svišťů zimu nepřežije, zvláště kvůli nedostatku podkožního tuku. Tento případ se stává velice často u mladých jedinců, u starších je spíše výjimkou.

## Ohrožení
I přesto, že svišti horskému v současné době nehrozí významné nebezpečí zániku, dříve byl hojně loven pro svůj tuk, který byl po natření na kůži považován za lék proti revmatismu. V současné době a v budoucnosti ho však bude více ohrožovat lov pro sportovní účely. To by mohlo do budoucnosti jeho populace výrazně oslabit a napomoct tomuto svišti do kategorie ohrožených druhů.

## Poddruhy
- svišť tatranský (Marmota marmota latirostris Kratochvíl, 1961)
- Marmota marmota marmota (Linnaeus, 1758)